# لوئیجی فورلان
لوئیجی فورلان (ایتالیایی: Luigi Furlan؛ زادهٔ ۲۲ ژوئن ۱۹۶۳) دوچرخه‌سوار اهل ایتالیا است.